# Xenortholitha naemata
Xenortholitha naemata là một loài bướm đêm trong họ Geometridae.